# Do You Like Horny Bunnies?
Do You Like Horny Bunnies? (яп. エッチなバニーさんは嫌い H na Bunny-san Kirai?, «Вам нравятся сексуально возбужденные зайчики?») — японская эротическая игра для Windows, разработанная компанией ZyX и изданная G-Collections в 2001 году. Существует также продолжение Do You Like Horny Bunnies? 2, выпущенное в 2002 году.
В центре сюжета находится восемнадцатилетний Юкари Фудзисава (единственный игровой персонаж), который выглядит настолько женственно, что его нередко принимают за девушку. Он устраивается на работу в ресторан «Платина», где, как выясняется, все официантки работают в костюмах зайчиков. История рассказывается от первого лица. Do You Like Horny Bunnies? — визуальный роман, в котором от игрока требуется выбирать верные ответы в диалогах.

## Do You Like Horny Bunnies? 2
Вторая часть, выпущенная ZyX 29 ноября 2002 года, была также лицензирована G-Collections.
Работая сомелье в итальянском ресторане, Кадзума Такацуки встречает Сумику Итикаву — девушку, в которую был влюблен в колледже. Семь лет назад Такацуки не знал, чем собирается заняться в жизни, не имел никаких перспектив, и потому Итикава бросила его. Итикава нашла себя в бизнесе и вскоре станет менеджером сети элитных итальянских ресторанов «Платина», где официантки работают в костюмах зайчиков. Кроме того, она замужем, однако, убеждает героя переехать назад в Японию и работать на неё. Кадзума Такацуки соглашается.